# Meteoriaceae
Meteoriaceae, biljna porodica s 250 vrsta pravih mahovina iz reda Hypnales. Ime je dobila po rodu Meteorium.
Vrste ove porodice raširene su po južnoj polutki: Srednja i Južna Amerika, subsaharska Afrika, Pacifik, Australija, južna u jugoistočna Azija

## Rodovi
1. Aerobryidium M. Fleisch. ex Broth.
2. Aerobryopsis M. Fleisch.
3. Aerobryum Dozy & Molk.
4. Ancistrodes Hampe
5. Barbella M. Fleisch. ex Broth.
6. Barbellopsis Broth.
7. Bryodusenia H. Rob.
8. Chrysocladium M. Fleisch.
9. Cryptopapillaria M. Menzel
10. Dicladiella W.R. Buck
11. Duthiella Müll. Hal. ex Broth.
12. Floribundaria M. Fleisch.
13. Looseria (Thér.) D. Quandt, Huttunen, Tangney & M. Stech
14. Meteoridium (Müll. Hal.) Manuel
15. Meteoriopsis M. Fleisch. ex Broth.
16. Meteorium Dozy & Molk.
17. Monoschisma Duby
18. Neodicladiella (Nog.) W.R. Buck
19. Neonoguchia S.H. Lin
20. Papillaria (Müll. Hal.) Lorentz
21. Pilotrichella (Müll. Hal.) Besch.
22. Pseudobarbella Nog.
23. Sinskea W.R. Buck
24. Squamidium (Müll. Hal.) Broth.
25. Toloxis W.R. Buck
26. Trachycladiella (M. Fleisch.) M. Menzel
27. Weymouthia Broth.
28. Zelometeorium Manuel